# Волохов, Андрей Владимирович
Андре́й Влади́мирович Во́лохов (род. 17 августа 1967, Балаково, Саратовская область, СССР) — советский и российский спидвейный гонщик. Мастер спорта, чемпион СССР в командном зачёте, призёр чемпионата России в личном зачёте, чемпион России в командном зачёте на длинном треке.

## Биография
Младший брат известного спидвейного гонщика Олега Волохова. Воспитанник балаковского спидвея, в составе балаковской команды "Турбина" с 1985 г. принимает участие в розыгрышах чемпионатов РСФСР и России. Уже в 1985 г. стал вице-чемпионом СССР среди юниоров и серебряным призёром КЧ СССР. В 1986 перешёл в тольяттинский клуб "Жигули", снова добившись тех же результатов, что и в 1985 г.
В 1988 вернулся в «Турбину» и выиграл ЛЧ России среди юниоров, а в 1989 г. – командный чемпионат СССР. В 1993 стал бронзовым призёром личного чемпионата России, однако с 1994 не выступал в розыгрыше чемпионата страны (с 1995 «Турбина» не участвовала в КЧР). С 2006 г. – на тренерской работе в СК «Турбина», занимается подготовкой юниоров.

## Среднезаездный результат
| Лига     | 1985        | 1986         | 1987         | 1988          | 1989          | 1990          | 1991          | 1992          | 1993          |
| -------- | ----------- | ------------ | ------------ | ------------- | ------------- | ------------- | ------------- | ------------- | ------------- |
| (ВЛ) / / | ??? Турбина | 2,094 Жигули | 1,282 Жигули | 1,690 Турбина | 1,865 Турбина | 2,548 Турбина | 1,941 Турбина | 1,778 Турбина | 1,727 Турбина |

## Достижения
| - Чемпионат СССР по спидвею среди юниоров: в личном зачёте — 2 место (1985, 1986) - Чемпионат России по спидвею среди юниоров: в личном зачёте — 1 место (1988) - Чемпионат СССР по спидвею в командном зачёте — 1 место (1989), 2 место (1985, 1986, 1991), 3 место (1988, 1990) - Чемпионат России по спидвею в личном зачёте — 3 место (1993) - Чемпионат России по спидвею на длинном треке в командном зачёте — 1 место (1992) | На международных соревнованиях Юниорские соревнования ЛЧМЮ — 8 место в ¼ финала (1987) |  |